# 박진호 (기업인)
박진호(朴鎭浩, 1962년 7월 18일 ~ 2016년 4월 30일)는 대한민국의 기업인이다.
2002년에 에넥스를 입사했으나, 2006년부터 2010년까지 에넥스 대표이사 사장을 맡았다가, 2016년 4월 30일 미국 서부지역 출장 중이던 항공기 기내에서 심근경색으로 사망했다.

## 학력
- 1987년 서울대학교 항공공학 학사
- 카이스트 대학원 항공우주공학 박사
- 카이스트 대학원 기계공학 석사

## 경력
- 1995년 한국통신 위성사업단[1]
- 2002년 5월 에넥스 기획담당 상무이사
- 2005년 4월 에넥스 기획담당 전무이사
- 2006년 ~ 2010년 6월 에넥스 대표이사 사장
- 2010년 이내스주구유한공사 대표이사
- 2011년 1월 엔비스 대표이사

## 가족 관계
- 아버지: 박유재(朴有載, 1934년 1월 15일 ~ )
- 어머니: 정숙자(鄭淑子, ~ 2024년 7월 8일)
- 형: 박진규(朴鎭圭, 1960년 7월 1일 ~ )
- 동생: 박진우(1964년 3월 21일 ~ )
- 배우자: 김미경
  - 딸: 박기정, 박수정